# Кинтерос, Элена
Элена Кинтерос (исп. Elena Quinteros; 9 сентября 1945 — 28 июня 1976) — уругвайская учительница и революционерка, член Партии победы народа. 26 июня 1976 года арестована уругвайской службой безопасности на территории посольства Венесуэлы, помещена в армейский центр пыток 300 Carlos, после чего «пропала без вести». Она пыталась сбежать, обратившись за помощью в посольство Венесуэлы, но ее забрали силой. Через несколько дней она была замучена и убита.
13 мая 2008 г. школе № 181 в Монтевидео было присвоено имя Элены Кинтерос.